# ハイ・シェラ
『ハイ・シェラ』（原題：High Sierra）は、1940年のアメリカ合衆国の犯罪映画。W・R・バーネットの同名小説を原作とし、バーネット自らが脚本（ジョン・ヒューストンとの共同脚本）を執筆してラオール・ウォルシュが監督を務めた作品である。出演はハンフリー・ボガートとアイダ・ルピノなど。フィルム・ノワールの古典の一つに数えられる。
1949年に西部劇に翻案され、改めてウォルシュ監督により『死の谷』としてリメイクされた。また同じ原作が1955年に『俺が犯人 (ホシ) だ!』として再映画化されている。
タイトルの「ハイ・シェラ（High Sierra)」は、米カリフォルニア州東部に位置し、南北に連なるシエラネバダ山脈の別名である。
日本でのタイトル表記には『ハイ・シエラ』やテレビ放映時の『終身犯の賭け』がある。

## ストーリー
特赦で出所した凄腕の強盗犯ロイ・アールは、仲間のマックがお膳立てしたロサンゼルスの高級リゾートホテルの強盗計画に加わることになる。
今回の仲間はベイブとレッドという若者2人と彼らが連れて来た女マリー、
そしてターゲットのホテルのフロント係で強盗の手引きをするメンドーサの4人だが、3人の男たちはいずれも頼りなく、
実際に役に立つのはマリーだけだ。
そんなマリーは男らしく頼りがいのあるロイに惹かれて行く。
一方、ロイは道中で知り合った老夫婦の孫娘ヴェルマの純粋さに惹かれ、足の悪い彼女の手術代を出すなど献身的に尽くし、求婚する。
しかし、他に恋人のいるヴェルマはそれを拒む。
そんな中、強盗計画は決行される。強盗そのものには成功し、目当ての宝石を手に入れることは出来たものの、
ベイブとレッドが逃走中の事故で死に、メンドーサは怪我を負って警察に捕まる。
更にマックが持病の悪化で急死する。
行き場を失ったロイはマリーと逃亡するが、凶悪犯として指名手配される。
ヴェルマに婚約者を紹介されたことでヴェルマへの愛を断ち切ったロイはマリーの自分への想いを受け入れるが、
指名手配された自分と一緒では危険と判断し、マリーをバスに乗せ、別行動を取ることにする。
しかし、資金稼ぎのために雑貨屋で強盗を働いたロイは警察に追われる。追いつめられたロイは、武器を持ってハイ・シェラ（シエラネバダ山脈）のホイットニー山に逃げ込み、立てこもる。
ロイが山に追いつめられたことをラジオで聞いたマリーは山に駆けつける。
警察に正体が知られたマリーはロイを説得するように警察に言われるが、捕まるよりは死んだ方がいいと泣きながら拒む。
すると、マリーが近くにいることに気付いたロイが姿を現し、マリーの名を呼ぶ。
ロイは狙撃手に撃たれ、岩山を転げ落ちて死ぬ。
マリーはロイの遺体にすがりついて泣く。

## キャスト
※括弧内は日本語吹替（テレビ版）
- マリー・ガーソン - アイダ・ルピノ（小原乃梨子）
- ロイ・アール - ハンフリー・ボガート（大木民夫）
- ベイブ・コサック - アラン・カーティス（青野武）
- レッド・ハタリー - アーサー・ケネディ
- ヴェルマ - ジョーン・レスリー
- ルイ・メンドーサ - コーネル・ワイルド

## エピソード
ロイ・アール役にはジョージ・ラフトやポール・ムニが候補に挙がっていたが、いずれも果たせず、最終的にハンフリー・ボガートに回って来た。ボガートにとっては事実上の初主演作品である。本作及び同年公開の『マルタの鷹』の成功で、ボガートはハードボイルド・スターとして確固たる地位を築き、翌年の『カサブランカ』でその地位を不動の物とした。

## 小説
『ハイ・シエラ』　菊池光訳　早川書房